# Vladimir Alexandrovitch Koltchak
Vladimir Alexandrovitch Koltchak, né en 1897 à Kronstadt (Russie) et mort le 16 décembre 1941 à Saint-Pétersbourg, est un militaire russe.

## Biographie
Fils d'Alexandre Fiodorovitch Koltchak, il sort diplômé du Corps des Cadets de la Marine impériale le 30 juillet 1916 avec le grade d'aspirant,  parmi la dernière promotion de l'Empire russe. 

### À bord du croiseurOleg
Il rejoint la flotte de la Baltique et sert en qualité d'officier sur le croiseur Oleg - Олег. 
Pour Vladimir Alexandrovitch Koltchak, comme pour ceux de sa promotion, ce fut une période très difficile en raison du conflit entre la Russie impériale et l'Empire allemand et de la tragique opération Albion (29 septembre-20 octobre 1917). Selon le fils de Vladimir Alexandrovitch Koltchak : « À cette époque, bien que la flotte ait été acquise aux ouvriers et aux paysans de l'Armée rouge, la plupart des officiers subalternes ne quittèrent pas leurs navires. Ils croyaient aux changements de politique, mais que la Russie et la flotte demeureraient. Vladimir Alexandrovitch Koltchak ne portait aucun intérêt aux partis politiques. Pour lui, le « parti » se résumait à l'équipage du navire ». 
Cependant, après la révolte de Kornilov (9 septembre au 13 septembre 1917), Vladimir Alexandrovitch Koltchak fut promu navigateur sur le croiseur Oleg. 

### Révolution d'octobre

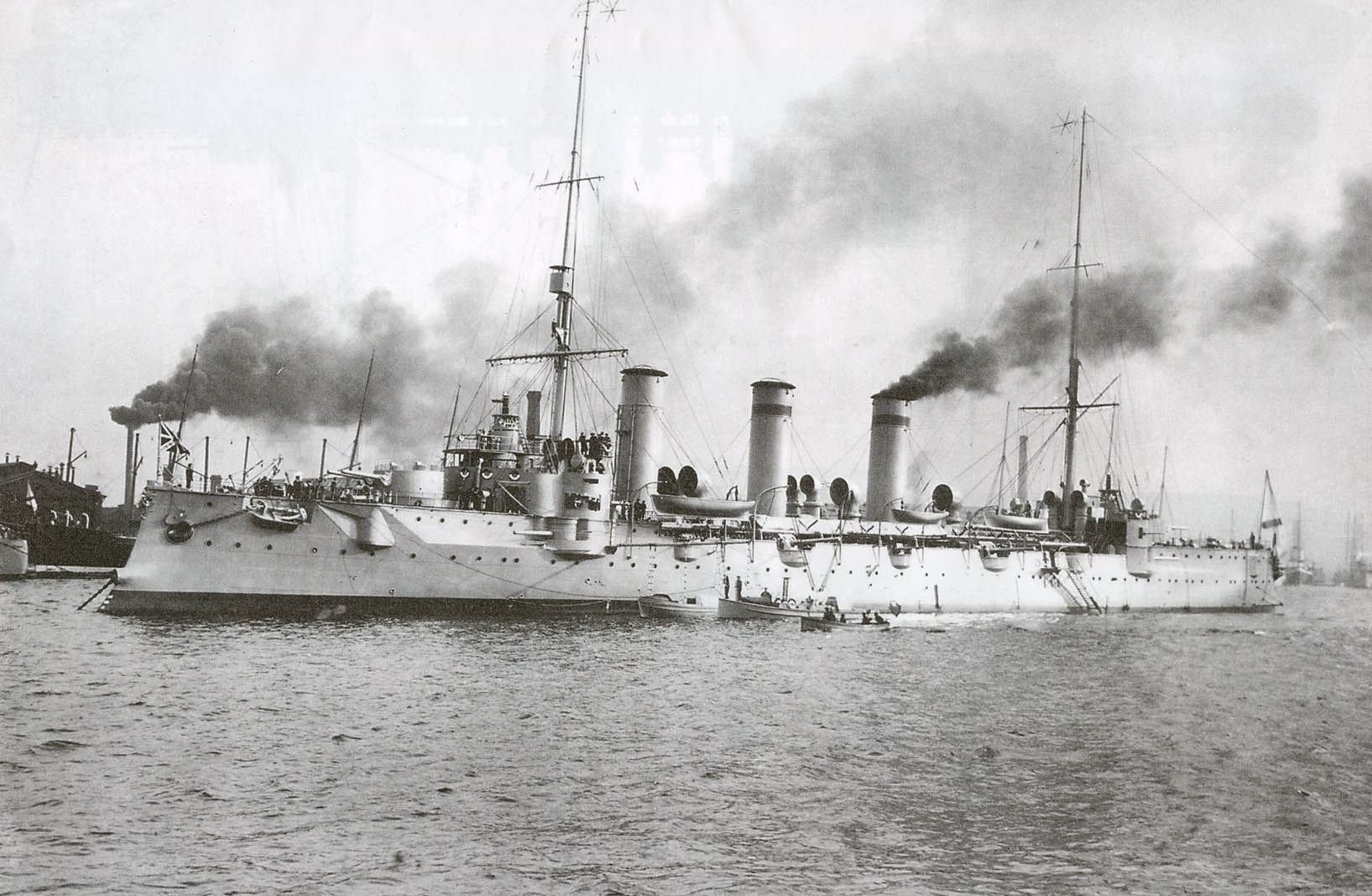
Le croiseur Oleg sur la Néva en 1914

Le 7 novembre 1917, il prit part à la révolution d'Octobre. Au cours de l'hiver 1917-1918, il reçut une formation de navigateur à Helsinki. À l'hiver et printemps 1918, embarqué sur le Oleg, il participa à la croisière de glace de la flotte de la Baltique. À cette époque, la flotte russe de la Baltique fut contrainte de combattre sur quatre fronts, des combats navals eurent lieu entre la flotte de la Marine impériale d'Allemagne, la flotte anglaise, les Blancs et les Finlandais blancs. À bord du croiseur Oleg, Vladimir Alexandrovitch Koltchak participa aux opérations suivantes :
Il prit part à l'évacuation et à la destruction du fort Ino (une des principales fortifications qui défendaient Saint-Pétersbourg de la terre et de la mer) - avril-mai 1918)
L'opération de débarquement sur Narva (fin novembre-début décembre 1918). Le croiseur Oleg et d'autres navires de guerre prirent part à l'offensive de l'Armée rouge sur les positions allemandes. Le 28 novembre 1918, fut déclenchée une opération de débarquement de troupes sur le flanc de l'ennemi à Narva. Outre le Oleg, une escouade composée du destroyer Metki (le Destructeur), l'Ilsa, le Krashy Pakhar et le Pevolioutsia eut pour mission de transporter des troupes. Dans la matinée, à l'embouchure du fleuve Narva, 750 volontaires de la marine débarquèrent sur la côte (ce fut le premier débarquement de la Marine soviétique). Le Oleg fut chargé des tirs sur la ville de Vaïvara. Après la prise de Narva et la proclamation de la république d'Estonie, le 1er décembre 1918, à bord du Oleg transportant des prisonniers, Vladimir Alexandrovitch Koltchak arriva à Kronstadt. 
Fin décembre 1918, une opération navale activement soutenue par Léon Trotski se termina bien pour le Oleg. Le 23 décembre 1918, à la hâte, un détachement spécial de navires de la flotte de la Baltique placé sous le commandement de Fiodor Fiodorovitch Raskolnikov fut créé. Cette escouade se composait du cuirassé Andreï Pervozvanny, du croiseur Oleg, des destroyers : Azard, Avtroil, Spartak. Ce détachement reçut la mission de repérer les navires ennemis à Revel, les combattre et les détruire si possible. La préparation de cette opération fut incorrectement réalisée par Fiodor Fiodorovitch Raskolnikov. Le Oleg prit position près de l'île Hogland, il reçut la mission de protéger les destroyers et le cuirassé Andreï. Cette opération fut parfaitement planifiée mais mal réalisée. Cette opération « Détachement spécial » se révéla catastrophique : 14 officiers, 233 membres d'équipage (communistes) furent fusillés par les Finlandais blancs, Fiodor Fiodorovitch Raskolnikov fut capturé et emprisonné à Londres.
La destruction du fort Krashaïa (l'un des forts de Kronstadt). Le 13 juin 1919, à bord du Oleg, Vladimir Alexandrovitch Koltchak prit part à l'attaque du fort Krashaïa. Le 13 juin 1919, le Oleg, le navire de ligne Petropavlovsk, l'Andreï, les destroyers : Gabriil, Svoboda, le Gaïdamak commencèrent un bombardement intense sur le fort. 

### Fin duOleg
Dans la nuit du 17 juin au 18 juin 1919, le Oleg fut torpillé par la  vedette britannique CMB-4. De juin 1919 à août 1920, Vladimir Alexandrovitch Koltchak resta basé à Kronstadt.
Depuis le début de la guerre civile russe, le nom de Koltchak représentait un danger pour la personne portant ce patronyme. Le 3 octobre 1919, Vladimir Alexandrovitch Koltchak fut invité à se présenter à la Tchéka. Le Conseil militaire révolutionnaire lui « conseilla » de changer de nom, désormais, il devrait se nommer Aleksandrov. En septembre 1920, Vladimir Alexandrovitch Aleksandrov (Koltchak) servit à bord du cuirassé Gangut (Гангут - en 1925 rebaptisé Révolution d'Octobre - Октябрьская революция), tout d'abord comme navigateur puis comme navigateur principal. 
En juillet 1921, il fut nommé commandant du dragueur de mine Kouban (Кубань). En janvier 1922, il occupa le poste de navigateur sur le destroyer Zabiaka (Rebaptisé Ouritski en 1951 - rebaptisé Reout en 1956). Le 30 juin 1922, il fut le commandant du Korchoun. En juillet de la même année, en raison de son état de santé, il fut rayé des cadres de l'armée (en marge de son dossier furent inscrits ses mots : effets du scorbut. D'août 1922 à avril 1932, à Petrograd, il occupa un poste dans la marine marchande. Il fut engagé pour effectuer des sondages et des forages dans la baie de la Neva. 
En avril 1932, Vladimir Aleksandrovitch Aleksandrov (Koltchak) fut réintégré dans la flotte de l'Armée rouge, il occupa le poste de navigateur. En février 1934, il occupa la fonction d'instructeur dans la flotte de la Baltique. De juin à décembre 1936, il servit comme adjoint principal du navire école le Svir (anciennement Okean), sur ce bâtiment, les élèves recevaient une formation pratique de la Marine de Russie. Dans les Archives centrales navales (Gatchina) fut rédigée la certification pour les années 1936-1937 sur la colonne 2, ses supérieurs directs inscrivirent ce résumé : « La formation théorique et pratique est suffisante pour commander un destroyer, son lien de famille (cousin au second degré) de l'amiral blanc Koltchak qui a été abattu. Sous réserve de licenciement des rangs de l'Armée rouge ». Vladimir Aleksandrovitch Aleksandrov (Koltchak) a été de nouveau transféré à la réserve. 
En novembre 1941, Vladimir Aleksandrovitch Aleksandrov (Koltchak) réintégra les rangs de l'armée. Il servit à bord du Lenvodpout, il effectua des sondages, des forages et des dragages dans la baie de la Neva. Le 16 décembre 1941, il décéda d'une pneumonie, (un décès provoqué certainement par un état d'épuisement et à un manque de médicaments).